# Kapela Ovetari
Kapela Ovetari (italijansko Cappella Ovetari) je kapela v desnem kraku avguštinske eremitske cerkve apostolov Filipa in Jakoba mlajšega v Padovi. Znana je po ciklu fresk renesančnega slikarja Andrea Mantegna in drugih, poslikanih med letoma 1448 in 1457. Cikel je bil uničen oz. močno poškodovan v zavezniškem bombardiranju Padove leta 1944: danes sta ohranjena le dva prizora in nekaj fragmentov, ki so jih leta 2006 obnovili. Znane pa so po črno-belih fotografijah.

## Zgodovina
Antonio Ovetari je bil notar v Padovi, ki je ob svoji smrti v oporoki pustil veliko vsoto za okrasitev družinske kapele v cerkvi Eremitani v Padovi. Projekt je izvedla njegova vdova Imperatrice Ovetari, ki je leta 1448 naročila poslikavo kapele pri skupini umetnikov, med katerimi sta bila nekoliko starejša Giovanni d'Alemagna in Antonio Vivarini (beneški poznogotski slikar) ter dva mlada Padovčana, Niccolò Pizzolo in Andrea Mantegna. Slednji je bil takrat star sedemnajst let in je šele začel vajeništvo v Squarcionejevi delavnici. V skladu s prvotnim dogovorom sta morala prva dva umetnika poslikati lok s prizori Kristusovega pasijona (freske niso bile nikoli izvršene), križni obok in desno steno (Življenje sv. Krištofa), medtem ko sta oba Padovčana slikala ostalo, vključno z levo steno (Življenje sv. Jakoba, sina Zebedejevega) in apsido.
Leta 1449 so se pojavile prve osebne težave med Mantegno in Pizzolom, slednji je prvega obtožil stalnega vmešavanja v izvedbo oltarne slike kapele. To je privedlo do prerazporeditve del med umetnike; morda je zaradi tega Mantegna ustavil svoje delo in obiskal Ferraro. Leta 1450 je Giovanni, ki je izvedel le okrasne festone oboka, umrl. Naslednje leto je delo opustil tudi Vivarini, potem ko je v oboku dokončal štiri evangeliste. Nadomestila sta ju Bono da Ferrara in Ansuino da Forlì, na njun slog je vplival Piero della Francesca. Mantegna je začel delati iz oboka apside, kamor je postavil tri svetnike, ki jih je Pizzolo pomešal s Cerkvenimi očeti. Kasneje se je Mantegna verjetno preselil v luneto na levi steni s Poklicanje sv. Jakoba in Janeza in Pridiganje sv. Jakoba, končana v letu 1450, nato pa se preselil v srednji del.
Konec leta 1451 so se dela ustavila zaradi pomanjkanja sredstev. Ponovno so jih zagnali novembra 1453 in končali leta 1457. V tej drugi fazi je bil Mantegna sam pri delu, saj je tudi Pizzolo leta 1453 umrl. Mantegna je dopolnil Zgodbe sv. Jakoba, fresko osrednjega zidu z Marijinim vnebovzetjem in nato dokončal spodnji sektor Zgodbe sv. Krištofa, ki sta ga začela Bono da Ferrara in Ansuino da Forlì, kjer je naslikal dva enotna prizora: Mučeništvo sv. Krištofa.
Leta 1457 je Imperatrice Ovetari tožil Mantegno in ga obtožil, da je v Vnebovzetju naslikal le osem apostolov namesto dvanajstih. Za rešitev zadeve sta bila poklicana dva slikarja iz Milana, Pietro da Milano in Giovanni Storlato. Mantegnovo odločitev sta upravičila zaradi pomanjkanja prostora.
Okoli leta 1880 sta bili sneti dve freski: Vnebovzetje in Mučeništvo sv. Krištofa. Med drugo svetovno vojno sta bili obe freski shranjeni na ločenem mestu in tako rešeni pred uničenjem vsega preostalega cikla med zavezniškim zračnim bombardiranjem 11. marca 1944. Uničene prizore danes poznamo po črno-belih fotografijah.

## Opis

### Arhitektura
Kapela je sestavljena iz dveh obočnih pol: prva ima pravokotno osnovo in je obokana s križnim obokom, druga pa ima 5/8 apsidalni zaključek s štirimi okni, ki osvetljujejo kapelo ter dodatnim okroglim oknom v osi.

### Freske
Kapela je bila posvečena svetnikoma Jakobu in Krištofu. Dve stranski steni sta bili posvečeni zgodbam vsakega svetnika, skupno šest epizod je bilo umeščenih v tri zaporedne registre. Zgornji register se z zaključkom prilagaja oboku. Čeprav je sodelovalo več slikarjev je postavitev celote cikla na splošno pripisana Mantegni, ki je oblikoval arhitekturne okvire. Upodobljena zgodba se naslanja na Zlata legenda (latinsko Legenda aurea ali Legenda sanctorum), zbirka hagiografij Jakoba iz Voragine, ki je bila v pozno srednjeveški Evropi zelo brana.
Severno steno je v celoti poslikal Mantegna in vsebuje:
- Poklicanost svetih Jakoba in Janeza
- Pridiga sv. Jakoba
- Sveti Jakob krsti Hermogena
- Sodba svetega Jakoba
- Čudež svetega Jakoba
- Mučeništvo svetega Jakoba

Južna stena je vključevala zgodbe sv. Krištofa:
- Sveti Krištof zapušča kralja, Ansuino da Forlì (pripisano)
- Sveti Krištof in kralj hudičev, Ansuino da Forlì (pripisano)
- Sv. Krištof pripelje otroka, avtor Bono da Ferrara (podpis)
- Pridiga sv. Krištofa, Ansuino da Forlì (podpis)
- Mučeništvo sv. Krištofa, Andrea Mantegna
- Prevoz obglavljenega telesa sv. Krištofa, Andrea Mantegna.

Na osrednji steni, kjer je okno, je upodobitev Marijinega vnebovzetja, ki jo je naslikal Mantegna. Obstajajo še več fragmentov, verjetno naslikani na slopih. Obok je s štirimi evangelisti okrasil Antonio Vivarini med festoni Giovannija d'Alemagne, medtem ko je bila apsida razdeljena na sektorje, kjer je Mantegna v kamnitem okvirju s sadnimi festoni poslikal svetnike Petra, Pavla in Krištofa. Te figure kažejo podobnosti s freskami Andrea del Castagna v beneški cerkvi San Zaccaria (1442), tako v obliki kot v njihovi kiparski trdnosti. Podoben je tudi oblak, na katerem stojijo figure.
V preostalih prostorih so bili Večni blagoslov očeta in Cerkveni očetje v okvirjih, ki jih je naslikal Niccolò Pizzolo. Očetje so bili veličastne figure, svetniki so bili upodobljeni kot humanistični učenjaki, ki so delali v svojih ateljejih. Lok je imel dve veliki glavi, ki sta jih Mantegna in Pizzolo običajno označila za avtoportrete. Dekoracijo kapele je zaključil oltarni del v terakoti, ki ga je Pizzolo pokril z bronasto ploščo, ki je, čeprav je zelo poškodovana, še vedno ohranjena. V bas reliefu prikazuje motiv Sacra conversazione ("Sveti pogovor").